# Natalja Wladimirowna Poklonskaja

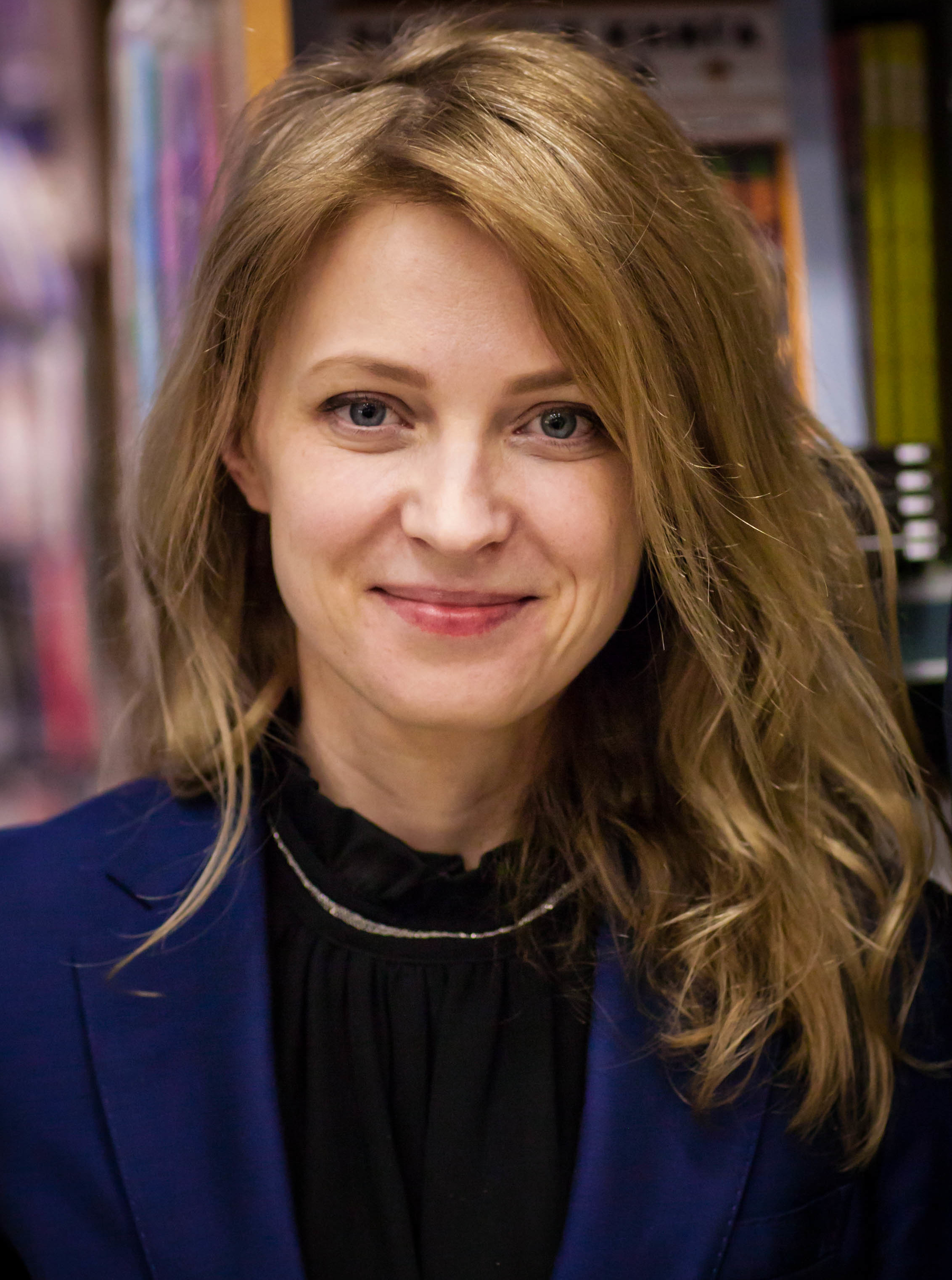
Natalja Poklonskaja (2019)

Natalja Wladimirowna Poklonskaja (russisch Наталья Владимировна Поклонская, ukrainisch Наталія Володимирівна Поклонська Natalija Wolodymyriwna Poklonska; * 18. März 1980 in Michajlowka bei Perewalsk) ist eine russische Politikerin sowie Juristin und war ab Februar 2022 Stellvertretende Leiterin von Rossotrudnitschestwo.
Sie arbeitete von 2002 bis Februar 2014 bei verschiedenen Staatsanwaltschaften in der Ukraine als stellvertretende Bezirksstaatsanwältin. Während der völkerrechtswidrigen Annexion der Krim durch Russland wechselte sie ihre Loyalitäten, legte ihre ukrainischen Ämter nieder und arbeitete fortan im Sinne der Interessen der russischen Regierung. Am 11. März 2014 wurde sie zur Generalstaatsanwältin der Krim ernannt. Ihre Ernennung wurde am 25. März 2014 von den russischen Behörden bestätigt. Sie übte das Amt aus, bis sie 2016 in die Duma gewählt wurde. Die russische Propaganda bediente sich reichlich der „uniformierten Heldin“ Poklonskaja, bis sie nach nonkonformen Äußerungen aus der Duma ausschied. Sie hatte sich 2018 als einziges Mitglied ihrer Fraktion in der Duma gegen die Erhöhung des Rentenalters ausgesprochen und verschiedentlich die russische Justiz kritisiert.
In der Ukraine wurde im Jahr 2014 ein Haftbefehl gegen Poklonskaja erlassen.
Nach dem russischen Überfall auf die Ukraine 2022 erklärte sie, sie sei acht Jahre nicht mehr im Land gewesen, aber die Gesellschaft dort hätte sich entwickelt. Den Krieg nannte sie eine Katastrophe.

## Biografie

### Frühes Leben und Dienst in der Ukraine
Natalja Poklonskaja wurde am 18. März 1980 in der Siedlung Mychajliwka, in der Oblast Woroschilowgrad (heute Oblast Luhansk) geboren. Später, im Jahr 1990 zog ihre Familie nach Jewpatorija auf der Krim. Poklonskaja absolvierte dort im Jahr 2002 ein Studium an der Universität für Innere Angelegenheiten. Sie arbeitete dann in der ukrainischen Staatsanwaltschaft, wo sie zunächst Assistentin des amtierenden Staatsanwaltes der Republik Krim war. Sie war von 2002 bis 2006 Staatsanwaltsassistentin im Bezirk Krasnogwardeisk und von 2006 bis 2010 Staatsanwaltsassistentin in Jewpatorija. Zwischen 2010 und 2011 war sie stellvertretende Leiterin einer Strafverfolgungseinheit der ukrainischen Generalstaatsanwaltschaft, welche sich mit organisiertem Verbrechen befasste.
Im Jahr 2011 fungierte sie in Simferopol als Anklägerin im mit großer öffentlicher Anteilnahme verfolgten Gerichtsverfahren gegen Ruwim Aronow, einen ehemaligen Abgeordneten des Parlaments der Krim und ehemaligen Funktionär des Fußballvereins Tawrija Simferopol, welcher beschuldigt wurde, Mitglied einer bewaffneten Bande namens Baschmaki (wörtl. die „Stiefel“) zu sein und extrem grausam begangene Morde in Auftrag gegeben zu haben. Im selben Jahr wurde sie zur innerbezirklichen Umweltstaatsanwältin von Simferopol ernannt. Infolgedessen wurde sie zur ukrainischen Generalstaatsanwaltschaft in Kiew versetzt, wo sie als Oberstaatsanwältin arbeitete.
Von Oktober bis Dezember 2012 leitete Poklonskaja als Staatsanwältin die Verfahren des Berufungsgerichts der Krim und später vom Dezember 2012 bis März 2014 als Oberstaatsanwältin die zweite Abteilung der Generaldirektion für innere Angelegenheiten, welche in vorgerichtliche Ermittlungen und der Verwaltung der öffentlichen Strafverfolgung mit Überwachung der Polizeiarbeit in Kriminalverfahren involviert ist.
Am 25. Februar 2014 reichte Poklonskaja unter Bezugnahme auf die Demonstrationen des Euromaidan ihre Rücktrittserklärung ein.
Die Rücktrittserklärung wurde nicht akzeptiert. Stattdessen wurde sie beurlaubt, verließ Kiew und ging auf die Krim, wo ihre Eltern lebten. In Simferopol bot Poklonskaja der Regierung der Krim ihre Hilfe an.

### Generalstaatsanwältin der Krim

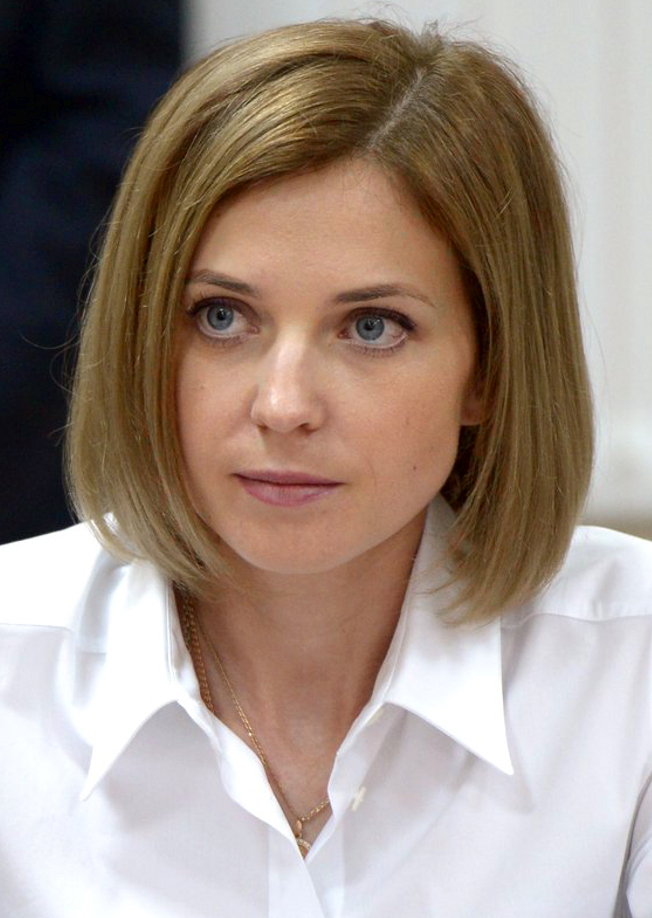
Natalja Poklonskaja (2015)

Während das De-facto-Regime der Autonomen Republik Krim die Unabhängigkeit von der Ukraine anstrebte, wurde Poklonskaja am 11. März 2014 zur Generalstaatsanwältin der Krim ernannt, einer neu geschaffenen Position. Poklonskaja wurde diese Position von Sergei Aksjonow angeboten, nachdem die Position Berichten zufolge zuvor von vier männlichen Staatsanwälten abgelehnt worden war, inklusive des ehemaligen stellvertretenden Staatsanwalts der Krim, Wjatscheslaw Pawlow. Als Reaktion eröffnete die ukrainische Regierung einen Strafprozess gegen sie und entzog ihr den Dienstrang als Justizrätin.
Unmittelbar nach ihrer Ernennung als Staatsanwältin war sie an der Ermittlungen gegen Mitglieder der Berkut, denen Körperverletzungsdelikte vorgeworfen wurden, beteiligt. Am 19. März bestätigte Poklonskaja, dass Ermittlungen über eine Schießerei in Simferopol laufen, bei der zwei Opfer vermeldet wurden, während sie abstritt, dass der Täter bereits gefasst wurde. Sie verglich die Schießerei mit den vom 18. bis 21. Februar stattgefundenen „Angriffen durch Scharfschützen auf dem Maidan-Platz in Kiew“ und gab an, sie würde glauben, dass durch die Schießerei beabsichtigt wurde, „Gewalt zwischen den militärischen Streitkräften der Ukraine und der Krim zu provozieren.“
Am 18. März wurde die Krim formell von Russland annektiert. Am 25. März bestätigte Russland, dass Poklonskaja in ihrer Rolle als Generalstaatsanwältin der Krim bleiben würde. Am 26. März wurde Poklonskaja auf der Webseite des ukrainischen Ministeriums für innere Angelegenheiten als gesuchte Verbrecherin aufgelistet wegen Verstoßes gegen Artikel 109, Absatz 1 des ukrainischen Strafgesetzbuches.  Poklonskaja selbst bezeichnete die Fahndung gegenüber einer russischen Zeitung als „ein Beispiel für die schmierige Politik, die Erpressung und den Druck“ der ukrainischen Regierung. Am 27. März hat der russische Generalstaatsanwalt Juri Tschaika Poklonskaja den Rang des Oberrechtsbeirats verliehen. Am 4. April 2014 gab Poklonskaja dem russischen FSB die Erlaubnis, einen Einsatz zu beginnen, in dem Jewgeni Pomelow, ein Staatsanwaltsassistent in Jalta, als Teil eines größeren Bestechungsfalls verhaftet wurde. Am 11. April 2014 übergab der Generalstaatsanwalt Russlands Poklonskaja persönlich ihre amtlichen Dokumente, die sie als juristische Beamtin der Russischen Föderation auszeichneten. Diese Entscheidung wurde am 2. Mai 2014 durch ein Dekret des russischen Präsidenten Wladimir Putin ratifiziert.
Nach Demonstrationen gegen ein Einreiseverbot für Mustafa Dschemilew, den Vorsitzenden des Medschlis des Krimtatarischen Volkes, drohte Poklonskaja am 5. Mai 2014 mit der Auflösung des Medschlis und mit der Einleitung von Strafverfahren gegen die Demonstranten.
Am 12. Mai 2014 wurde Poklonskaja zur Liste der Personen hinzugefügt, über welche die EU Sanktionen verhängte. Ende Juni 2014 verhängte auch Kanada Sanktionen gegen Poklonskaja.
Am 5. Juli 2014 traf Poklonskaja den Vorsitzenden des Medschlis des Krimtatarischen Volkes Tschubarow an der Grenze der Krim zur Ukraine und verlas ihm eine Warnung aufgrund von ihm vorgeworfenen „extremistischen Aktivitäten“. Daraufhin wurde ihm für fünf Jahre die Einreise in die Krim verwehrt. Am 20. Juli 2014 verlieh Marija Wladimirowna Romanowa bei einer Zeremonie in der Mariä-Schutz-und-Fürbitte-Kirche im Moskauer Stadtteil Ismailowo im östlichen Verwaltungsbezirk Poklonskaja den Privatorden „Orden der Heiligen Anastasia“. Am 28. Juli veröffentlichte das japanische Außenministerium eine Liste von im Zuge der Krise in der Ukraine sanktionierten Personen, zu denen auch Poklonskaja zählt.

### Abgeordnete der russischen Duma

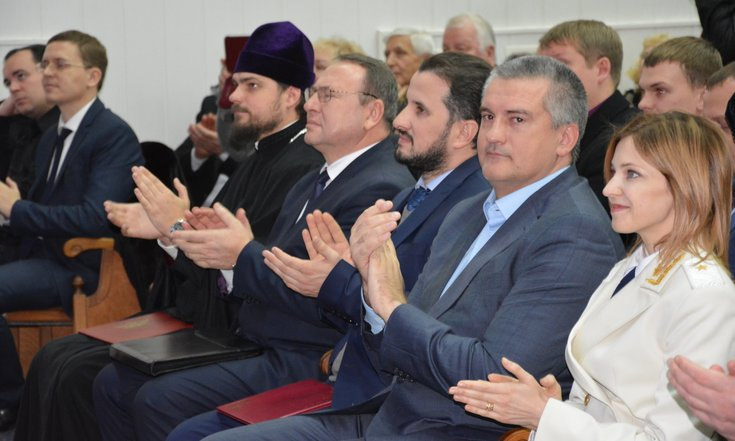
Poklonskaja am 12. Januar 2016 mit den Abzeichen (Kragenspiegel, Epauletten) eines Justizrates 3. Klasse neben dem Präsidenten der Republik Krim Sergei Aksjonow

Im Juni 2015 wurde Poklonskaja in den Rang eines Justizrates 3. Klasse (entspricht dem Generalmajor) befördert. Im Juli 2015 gab es Berichte, dass sie möglicherweise für die Wahl zur Duma 2016 aufgestellt werden würde. Sie wurde im September 2016 in die 7. Konvokation der Duma gewählt und reichte darauf ihren Rücktritt ein, dem Wladimir Putin am 6. Oktober entsprach. Sie nahm in der Duma zusätzliche Tätigkeiten wahr:
- Vorsitzende der Kommission der Staatsduma zur Kontrolle der Zuverlässigkeit von Informationen über Einkommen, Vermögen und Verpflichtungen von Vertretern der Staatsduma,
- stellvertretende Vorsitzende des Duma-Ausschusses für Sicherheit und Anti-Korruption und
- Mitglied der Kommission der Staatsduma zur Überprüfung der Ausgaben des Bundes zur Gewährleistung der Verteidigung der Russischen Föderation, der nationalen Sicherheit und der Strafverfolgung.

Aufsehen erregte ihr vehementes Vorgehen gegen den Film Matilda, die Verfilmung einer Affäre des letzten Zaren Nikolaus II., den sie für einen Heiligen hält und an dessen Wundertätigkeit sie jenseits des Grabes glaubt. Sie ging so weit, nach einer Ablehnung eines Verbots durch den Generalstaatsanwalt ein eigenes juristisches Gutachten zu verfassen und den Darsteller Lars Eidinger wegen seiner Rollen als Pornodarsteller zu bezeichnen.
Im Juli 2018 stimmte Poklonskaja als einzige Abgeordnete der Fraktion „Einiges Russland“ gegen die von der Regierung beabsichtigte, in der Bevölkerung relativ unpopuläre Rentenreform. Nach Ansicht westlicher Beobachter musste ihre politische Karriere in Russland mit dieser Illoyalität zu Ende sein.
2020 schied sie aus der Duma aus, um dem diplomatischen Dienst Russlands beizutreten. Poklonskaja hatte im Vorwahlkampf gewagte Äußerungen gemacht, so kritisierte die das Konzept der „Russki Mir“. In einem Interview mit dem ukrainischen Journalisten Dmitry Gordon hatte sie auch die zwielichtige Vergangenheit von Sergei Aksyonow erwähnt. Vor allem aber äußerte sie „tiefe Enttäuschung über das russische Justiz- und Strafverfolgungssystem“ und erwähnte diesbezüglich auch den Fall von Alexei Nawalny: Zur Behauptung der Untersuchungsbehörde, dass sie „nicht wussten, wo Alexei Nawalny war“ sagte Poklonskaja schon im März 2021 „die ganze Welt wusste, wo Alexei Nawalny war.“

### Nach dem Ausscheiden aus der Duma
Bei der Parlamentswahl im Herbst 2021 kandidierte Poklonskaja nicht erneut für die Duma. Stattdessen sollte sie in den diplomatischen Dienst wechseln und Botschafterin Russlands in der Inselrepublik Kap Verde werden.[veraltet]
Die Nowaja gaseta nannte den diplomatischen Job auf den Kapverden die „Entfernung aus der Politik“ einer als unberechenbar geltenden Person. Nachdem sich Kap Verde mit dem Agrément monatelang Zeit gelassen hatte, wurde am 19. Januar 2022 entschieden, auf sie als Diplomatin zu verzichten.
Präsident Putin persönlich ernannte Poklonskaja Anfang Februar 2022 zur Stellvertretenden Leiterin von Rossotrudnitschestwo. Nach vier Monaten verließ sie diese Position und nahm eine Stelle als Beraterin bei der russischen Generalstaatsanwaltschaft an.
Zum russischen Überfall auf die Ukraine 2022
Seit 2020 hatte sie einen Blog auf der Webseite von Echo Moskwy, darin äußerte sie sich auch kritisch über den Russisch-Ukrainischen Krieg, die Aufstachelung zum Hass nannte sie Wahnsinn, denn gegeneinander würden Ukrainer und Russen die Welt zerstören, oder nur durch Leiden zu der Einsicht kommen, „dass wir in der Lage sein müssen, die Wahl anderer zu akzeptieren“. Der Radiosender und dessen Webseite wurde nach dem russischen Überfall auf die Ukraine aufgrund seiner unabhängigen Berichterstattung vom Netz genommen.
In einem Interview mit der Komsomolskaja Prawda äußerte Poklonskaja, dass sie den Fernsehnachrichten in Russland bezüglich des Krieges nur noch zu einem Tausendstel glaube, sie informiere sich bei Westmedien im Internet. Am 31. März 2022 führte die Journalistin Katerina Gordeewa ein Interview mit Poklonskaja für ihre YouTube-Show Tell Gordeeva. Poklonskaja erklärte, die Gesellschaft in der Ukraine habe etwas Eigenes entwickelt, sie sei anders organisiert als in Russland; die Ukraine sei nicht Russland. Zudem habe Russland die gewählten Präsidenten der Ukraine anerkannt und mit ihnen gesprochen, in Russland herrsche somit diesbezüglich Informationssabotage. Sie nannte den Überfall eine „Katastrophe“. Über das Militär- und Propagandasymbol „Z“ sagte sie, es symbolisiere Tragödie und Trauer für Russland und die Ukraine. Des Weiteren sagte sie, es wäre gefährlich blind, einem Symbol zu folgen.

## Privates
Poklonskaja ist geschieden und hat eine Tochter. Ihre Hobbys sind unter anderem Klavierspielen und Malen. Ihre Eltern sind beide Rentner, welche auf der Krim leben, und ihre beiden Großväter starben im Zweiten Weltkrieg, während nur ihre Großmutter die deutsche Besatzung überlebte.

## Internet-Phänomen

Zwei Beispiele für die Fan-Arts zu Poklonskaja:
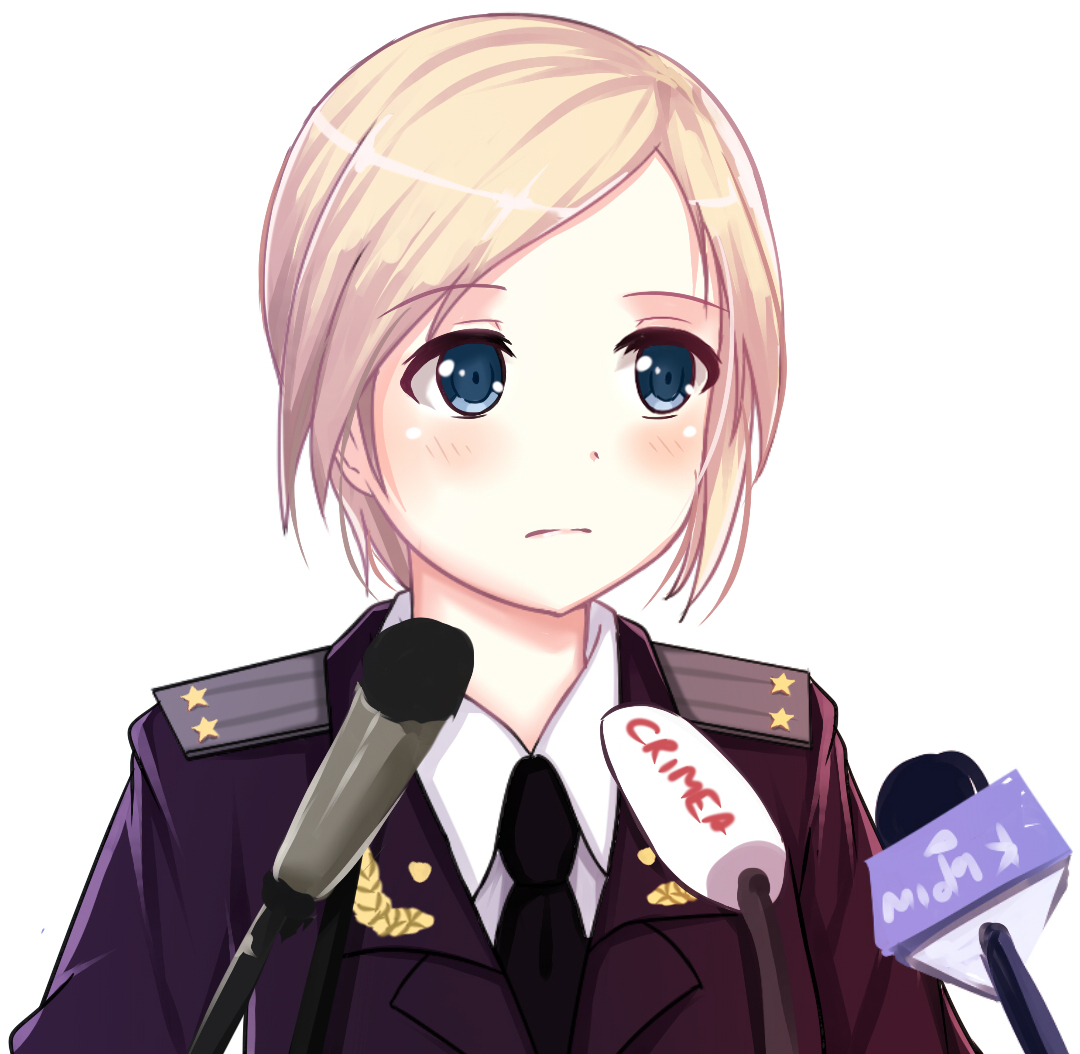
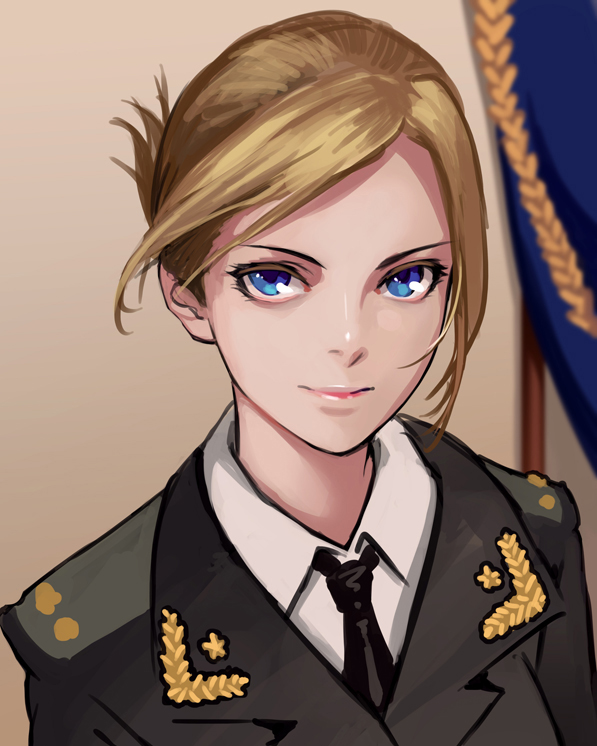

Nach ihrer Ernennung hielt Natalja Poklonskaja eine Pressekonferenz ab. Da ihr Erscheinungsbild an die Schönheitsideale und Stereotypen von weiblichen Manga-Figuren erinnerte, wurde sie zu einem Internetphänomen. So wurde von einem japanischen YouTube-Kanal ein Video der Pressekonferenz ohne Untertitel hochgeladen. Das Video wurde innerhalb eines Tages mehr als 300.000 mal aufgerufen. Bald darauf war sie auch Gesprächsthema in Foren wie Reddit, Weibo und dem russischen Vkontakte.
Es erschienen Fan-Arts, vor allem im Manga-Stil, im Internet. Darüber wurde auch von internationalen Medien wie BBC News und Bloomberg News berichtet.
Als Poklonskaja bei einem Interview nach ihrer Meinung zu den Fan-Arts gefragt wurde, antwortete sie, dass ihre Tochter sich über diese Zeichnungen sehr freut, sie selbst jedoch diesem Thema eher gleichgültig gegenübersteht. Ihrer Meinung nach werden öffentliche Personen oft gezeichnet und dies gehöre einfach dazu.
Auf der Krim wurden Touristen Souvenirs mit einer Abbildung von Natalja Wladimirowna Poklonskaja im Manga-Stil angeboten.